# Baluarte-broen
Baluarte-broen (spansk: Puente Baluarte Bicentenario) er en skråstagsbro i Mexico. Den strækker sig over en dyb kløft mellem delstaterne Durango og Sinaloa i Vestlige Sierra Madre i den nordlige del af landet, og er en del af motorvejen mellem Victoria de Durango og Mazatlán. Med en højde på 402,6 meter er den en af verdens højeste hængebroer. Den er 1.124 meter lang, med et hængende spænd på 520 meter. Broen blev påbegyndt 21. februar 2008 og åbnede 5. januar 2012. Den kostede 2,18 milliarder pesos.